# تزلج على الماء
التزحلق على الماء أيضًا التزلج على الماء هي رياضة مائية سطحية يتم فيها سحب الفرد خلف قارب أو تركيب تزلج بالكابل فوق مسطح مائي، أو قشط السطح على زلاجتين أو تزلج واحد. تتطلب الرياضة مساحة كافية على امتداد سلس من الماء، وزلاجة واحدة أو اثنتين، وقارب سحب بحبل، واثنين أو ثلاثة أشخاص (حسب قوانين القوارب المحلية)، وسيلة الطفو الشخصية. بالإضافة إلى ذلك، يجب أن يتمتع المتزلج بالقوة الكافية للجزء العلوي والسفلي من الجسم، والتحمل العضلي، والتوازن الجيد.
هناك مشاركون للتزلج على الماء حول العالم، في آسيا وأستراليا وأوروبا وأفريقيا والأمريكتان. في الولايات المتحدة وحدها، هناك ما يقرب من 11 مليون متزلج على الماء وأكثر من 900 مسابقة للتزلج على الماء مصدق عليها كل عام. تفتخر أستراليا بوجود 1.3 مليون متزلج على الماء.
هناك العديد من الأنشطة الترفيهية على الماء للترفيه أو التنافس. وتشمل هذه التزلج السريع والتزلج الخادع والتزلج الاستعراضي والتزلج المتعرج والقفز والتزلج حافي القدمين و ويكسكي. الرياضات المماثلة ذات الصلة هي التزلج على الماء، والتزلج على الركبة، القرص، والأنابيب، والقارب المحلق للجلوس.

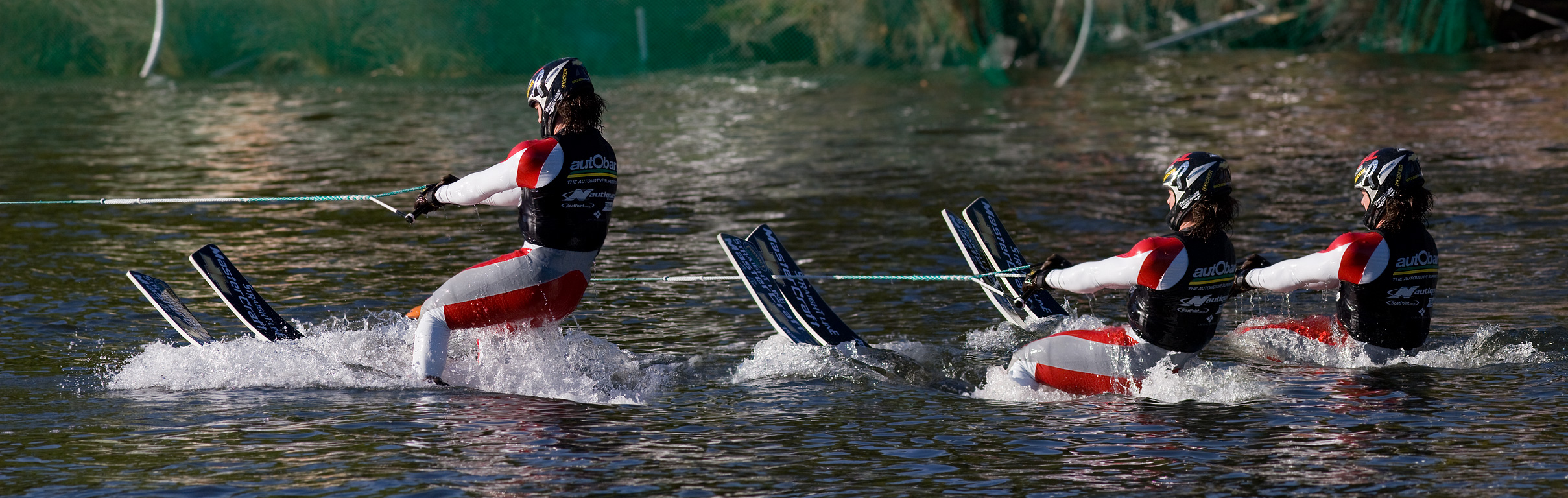
المتزلجين على الماء يرتفعون من الماء في ملبورن

## تقنية أساسية
يمكن للمتزلجين على الماء بدء مجموعة التزلج الخاصة بهم بإحدى طريقتين: الرطب هو الأكثر شيوعًا، لكن الجفاف ممكن. يبدأ التزلج على الماء عادةً ببداية في المياه العميقة. يدخل المتزلج الماء مع الزلاجات أو يقفزون بدون الزلاجات على أقدامهم، ويطوفون الزلاجات عليهم، ويضعونها في الماء. في معظم الأحيان يكون من الأسهل ارتداء الزلاجات عندما تكون مبللة. بمجرد أن يرتدي المتزلج زلاجاته، سيتم إلقاء حبل جر من القارب، والذي يضعونه بين زلاجاتهم. في بداية المياه العميقة، ينحني المتزلج في الماء بينما يتمسك بحبل التزلج؛ هم في وضع المدفع وأرجلهم مطوية في صدرهم، مع الزلاجات الموجهة نحو السماء وحوالي 30 سم (0.98 قدم) من التزلج خارج الماء. يمكن للمتزلج أيضًا أن يؤدي "البداية الجافة بالوقوف على الشاطئ أو الرصيف؛ ومع ذلك، يوصى بهذا النوع من الدخول للمحترفين فقط. عندما يكون المتزلج جاهزًا (عادةً ما يتم الاعتراف به من خلال الصراخ ضربه)، يسرع السائق بالقارب. عندما يتسارع القارب ويأخذ الركود على الحبل، يسمح المتزلج للقارب بسحبها من الماء عن طريق تطبيق بعض القوة العضلية للوصول إلى وضع الجسم المستقيم.
من خلال الانحناء للخلف والحفاظ على الساقين مثنيتين قليلاً، ستخرج الزلاجات في النهاية وسيبدأ المتزلج في الانزلاق فوق الماء. يتحول المتزلج عن طريق تحويل الوزن إلى اليسار أو اليمين. يجب أن يكون وزن جسم المتزلج متوازنًا بين كرات القدمين والكعبين. أثناء السحب، يجب إرخاء ذراعي المتزلج ولكن مع الاستمرار في تمديدهما بالكامل لتقليل الضغط الواقع على الذراعين. يمكن إمساك المقبض عموديًا أو أفقيًا، اعتمادًا على الموضع الذي يكون أكثر راحة للمتزلج.
بالإضافة إلى السائق والمتزلج، يجب أن يكون هناك شخص ثالث يعرف باسم الراصد أو المراقب. وظيفة المراقب هي مراقبة المتزلج وإبلاغ السائق إذا سقط المتزلج. عادة ما يجلس المراقب على كرسي على القارب متجهًا للخلف لرؤية المتزلج. يتواصل المتزلج وركاب القارب باستخدام إشارات اليد.

## وصلات خارجية
- Waterskiing and wakeboarding على مشروع الدليل المفتوح